# Xã Concord, Quận Lake, Ohio
Xã Concord (tiếng Anh: Concord Township) là một xã thuộc quận Lake, tiểu bang Ohio, Hoa Kỳ. Năm 2010, dân số của xã này là 18.201 người.